# Heptaminol
Heptaminol (systematickým názvem (RS)-6-amino-2-methylheptan-2-ol), je aminoalkohol, který funguje jako srdeční stimulant. Rovněž způsobuje zrychlení proudění krve a mírnou vazokonstrikci. Používá se při léčbě sníženého krevního tlaku, zejména ortostatické hypotenze.

## Použití při dopingu
Světová antidopingová agentura řadí heptaminol na seznam zakázaných látek. V roce 2008 byl cyklista Dmitrij Fofonov pozitivně testován na heptaminol běhzem Tour de France. V červnu 2010 měl pozitivní test na tuto látku plavec Frédérick Bousquet. Roku 2013 byl Sylvain Georges pozitivně testován během závodu Giro d'Italia. V roce 2014 měli pozitivní test na heptaminol baseballisté Joel Piniero a Yeison Medina.